# Цзяо (прізвище)

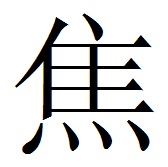

Цзяо — китайське прізвище (клан), 222-е в списку Байцзясін. У кантонській транслітерації, 焦 (Цзяо, піньїнь: Jiāo) є «Chiao».
Історично Цзяо - назва князівства на заході провінції Хенань в епоху Чжоу, сучасне значення - «горіти».

## Відомі Цзяо 焦
- Лерой Рассел Чиао (Цзяо Лічжун, 焦 立 中) - американський астронавт-дослідник НАСА. Уродженець Мілвокі, штат Вісконсин. Батьки з провінції Шаньдун.
- Цзяо Люян (焦 刘洋; 1991, Харбін) китайська спортсменка, учасниця Олімпіади 2008 року, яка показала хороший результат на дистанції 200 метрів.

| Родичі | Це незавершена стаття про прізвище. Ви можете допомогти проєкту, виправивши або дописавши її. |